# Patent caveat
Patent caveat ou simplesmente caveat, no Direito de Patentes dos Estados Unidos era um documento legal depositado no United States Patent Office  (PTO) instituído pela lei de patentes de 1836, segundo a qual qualquer cidadão nacional ou estrangeiro residente nos Estados Unidos (e que pretendesse se tornar cidadão dos EUA) poderia solicitar um caveat ao PTO, visando proteger sua invenção (de artefato, máquina ou processo) até que esta fosse plenamente desenvolvida.
Tal instituto foi abandonado em 1909 e formalmente abolido no ano seguinte. Era similar a um requerimento de patente: continha a descrição, o projeto e desenhos da invenção, mas não assegurava a propriedade intelectual ao solicitante. Tratava-se apenas de uma notificação oficial sobre a intenção de registrar uma patente no futuro. O caveat era solicitado mediante a apresentação de uma descrição  da invenção e era válido por um ano, sendo renovável a cada ano, mediante o pagamento de uma taxade 10 dólares - custo inferior ao de um requerimento de patente, que custava  15 dólares. Segundo a lei da época, se outra pessoa apresentasse um requerimento referente a um invento análogo, o Patent Office notificava o titular do caveat, o qual teria o prazo de 90 dias para formular um requerimento de patente, sendo-lhe dada prioridade no registro da invenção.
Atualmente existe nos EUA um instituto semelhante ao caveat: o pedido de registro provisório de patente.